# شارون ورنون-ایوانز
شارون ورنون-ایوانز (زاده ۲۸ اوت ۱۹۹۸) یک بازیکن والیبال اهل کانادا است. او عضو تیم ملی والیبال کانادا و باشگاه والیبال اومبریا است.

## تیم ملی
ورنون ایوانز برای اولین بار در سال ۲۰۱۶ به تیم ملی والیبال جوانان کانادا دعوت شد. در مه ۲۰۱۷ وی عضو تیم ملی بزرگسالان در لیگ جهانی والیبال بود که با این تیم به مقام سوم رسید. ذر ژوئن ۲۰۲۱، ورنون ایوانز به عنوان عضو تیم المپیک ۲۰۲۰ کانادا انتخاب شد.